# Піхоуба
Піхоуба (д/н—394) — 6-й вождь жужанів.

## Життєпис
Старший син Дісуюаня. Після смерті батька розділив з братом Мангеті володіння, отримавши східні землі та титул головного вождя. Невдовзі з занепадом держави Рання Цінь перестав сплачувати їй данину.
Згодом спільно з братом Мангеті уклав союз Лю Венченєм, західним шаньюєм хунну. У відповідь війська вейського імператора Да У-ді 391 року атакували Піхоубу та його брата. Піхоуба зрештою зазнав поразки у битві біля гори Наньчжуаншань, знищивши більшу частину війська Піхоуби. Останній втік на північ Гобі, де знову зазнав поразки, після чого здався вейським військам.
У 394 році надав прихисток небожові Шелуню, але той невдовзі атакував ставку Піхоуби, захопивши того у полон. Втім сини останнього зуміли втекти. Шелунь зумів протягом місяця заманити декількох синів та брата Піхоуби, а потім усіх стратив. Лише 2 сини Піхоуби втекли до Північної Вей.